# Rur
|  | No s'ha de confondre amb Ruhr. |

El Rur (en alemany) o Roer (en neerlandès i francès) és un riu de Bèlgica, Alemanya i els Països Baixos. És un riu tributari del Mosa, pel seu marge dret, i prop del 90% del curs del riu es produeix en territori alemany. Es confon fàcilment amb el Ruhr, un altre riu alemany.

## Geografia
Les fonts del Rur es troben a Waimes, al mig del parc natural de les Hautes Fagnes/Hohes Venn, prop del cim de 696 m Signal de Botrange, a Bèlgica, a una alçada de 660 m. Al sud de Monschau es dirigeix cap a Alemanya, passant primer pels turons Eifel, entrant en territori germànic pel land de Rin del Nord-Westfàlia.
Després de 39 km arriba al Rurstausee, el segon llac artificial més gran d'Alemanya. Així fins a aprox. 120 km més enllà, quan entra en territori neerlandès, fins que finalment desemboca al Mosa, a la ciutat de Roermond.
Els principals afluents del riu són l'Inde i el Wurm. Les ciutats principals del curs són Monschau, Düren, Jülich, Heinsberg (totes a Alemanya) i Roermond (Països Baixos).

## Afluents

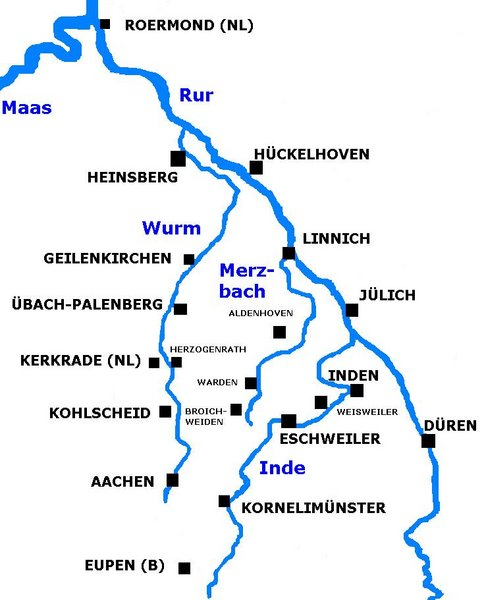
El Rur

- Ellebach
- Inde
- Kall
- Malefinkbach
- Merzbach
- Wurm
- Olef
- Urft

## Història
Va esdevenir un important front en l'assalt aliat a l'Alemanya nazi cap a la fi de la Segona Guerra Mundial. Entre el 16 de desembre de 1944 i el 23 de febrer de 1945, el novè exèrcit dels Estats Units no va ser capaç de travessar el Rur, atès que les forces alemanyes controlaven les preses properes al riu a la boscosa zona del Hohes Venn. Això significava un potencial perill de voladura dels dics. Alhora, l'ofensiva alemanya, la batalla de les Ardenes podria significar deixar desabastides les forces aliades situades més cap a l'est. Finalment la contraofensiva va fracassar, i els enginyers alemanys van obrir les comportes. Quan les aigües van començar a baixar, les forces aliades van travessar el riu en basses a trenc d'alba del 23 de febrer de 1945, en el marc de l'ofensiva anomenada Operació Granada.

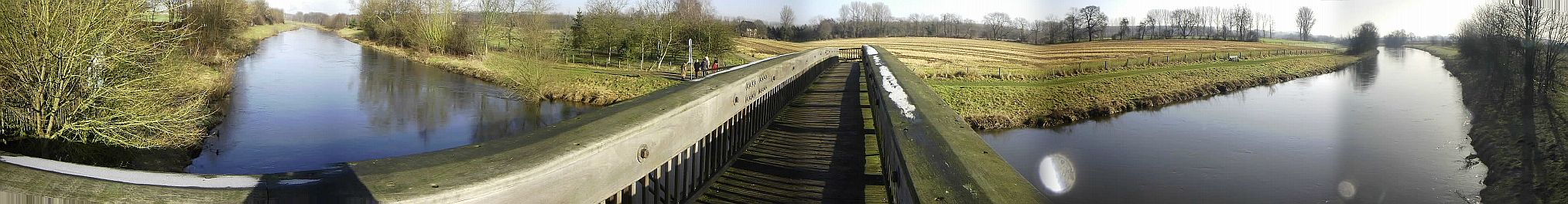
El Rur a prop de Hückelhoven

Des dels anys 1795 dins el 1815, quan Bèlgica, els Països Baixos i parts d'Alemanya restaren incorporades a l'Imperi Napoleònic, va existir un departament anomenat el departament del Roer.